# エクセター駅 (ニューハンプシャー州)
エクセター駅（英語：Exeter Station ）は、アメリカ合衆国ニューハンプシャー州エクセター リンカーン・ストリート60にある駅。 全米各地を結ぶ旅客鉄道のアムトラックが乗り入れている。

## 概要
エクセター駅は歴史的なダウンタウンの西端にあり、有名なフィリップス・エクセター・アカデミー（Phillips Exeter Academy）の徒歩圏内である。乗客は寄棟屋根をもつ待合所を使用する。深い赤で塗られた待合所の支柱等は数百フィートに位置する旧ボストン・アンド・メイン鉄道（B＆M）駅の窓の装飾を思わせる。2001年に354,000ドルで建設された新しいプラットホームや待合所は資金の80％がアメリカ合衆国運輸省で、残りの20％はエクセター市の予算である。A Quik-Trakチケットマシンは旧駅舎のジェリーズバラエティストア内に設置されている。
通勤客を引き付けるためアムトラックダウンイースター号の中で乗客が多い当駅のためエクセターの当局は、新しい一貫輸送施設の建設を議論してきた。2010年に282,000ドルのニューハンプシャー州運輸省（NHDOT）より交通強化プログラムの助成金を獲得した。資金は古いボストン・アンド・メイン鉄道の貨物取扱所の購入や改築に向けて執行される。

## 利用可能な鉄道路線／列車
アムトラックの停車する列車は下記の通り。
ブランズウィック / ポートランドとボストン間の昼行短距離列車ダウンイースター号 …1日5往復

## バス
当駅から乗車できるバスは以下の通り。
路線バス： シーコースト・トランスポーテーション協同組合 (Cooperative Alliance for Seacoast Transportation) 

## 駅周辺
フィリップス・エクセター・アカデミー（Phillips Exeter Academy）